# Series Link
Die Funktion Series Link (SL) ermöglicht bei digitalen Videorekordern (PVR, PDR, DVR) die automatische Programmierung der Aufzeichnung aller Folgen (Episoden) einer Fernsehserie. Die Funktion SL wird im EPG zur Verfügung gestellt und basiert auf der Anwendung sogenannter „Content Reference Identifier“ (CRID, RFC 4078). In der Regel kann die Aufzeichnung einer kompletten Serie mit einem einzigen Knopfdruck gestartet werden. Sofern ein Programmanbieter bzw. der Anbieter eines EPG diese Funktion unterstützt, wird zu jeder Folge einer Serie ein sogenannter „Series CRID“ (crid_type = 0x02 oder – abweichend vom offenen ETSI-Standard – crid_type = 0x32) übertragen, der diese Folge als Teil der Serie kennzeichnet. Die Funktion SL kann mit der Funktion Accurate Recording (AR) kombiniert werden, so dass jede einzelne Episode der Serie verlustfrei und ohne überflüssige Vor- und Nachlaufzeit (sendungsgenau) aufgenommen wird. Beim TiVo gibt es eine vergleichbare Funktion unter dem Markennamen Season Pass®.